# Helmut Schmidt (Sportfunktionär)
Helmut Schmidt (* 14. Mai 1920 in Düsseldorf; † 30. Oktober 2010) war ein deutscher Sportfunktionär. 
Schmidt war von 1985 bis 2002 Aufsichtsratsmitglied des VfB Stuttgart. Für die Stiftung Deutsche Sporthilfe war Helmut Schmidt als Mitglied des Kuratoriums und des Vorstands tätig. Den Fecht-Club Tauberbischofsheim führte Schmidt über zwanzig Jahre lang als Präsident. Beruflich war er für die Daimler AG (heute Mercedes-Benz Group) tätig. 2008 wurde ihm das Bundesverdienstkreuz 1. Klasse verliehen.
Schmidt war von 1987 bis 2003 Mitglied im Kuratorium der Friedrich-Naumann-Stiftung.
| Personendaten    | Personendaten             |
| ---------------- | ------------------------- |
| NAME             | Schmidt, Helmut           |
| KURZBESCHREIBUNG | deutscher Sportfunktionär |
| GEBURTSDATUM     | 14. Mai 1920              |
| GEBURTSORT       | Düsseldorf                |
| STERBEDATUM      | 30. Oktober 2010          |